# Sid Wilson

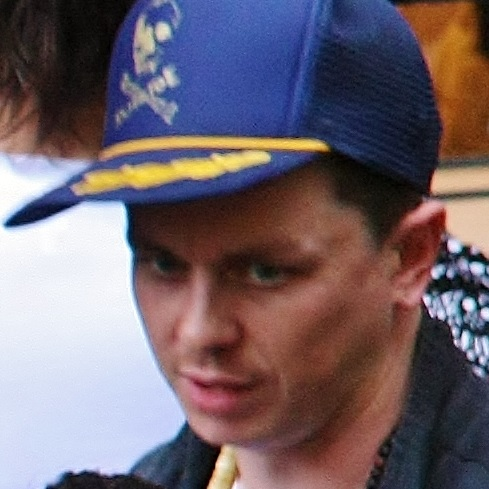
Sid Wilson, 2011

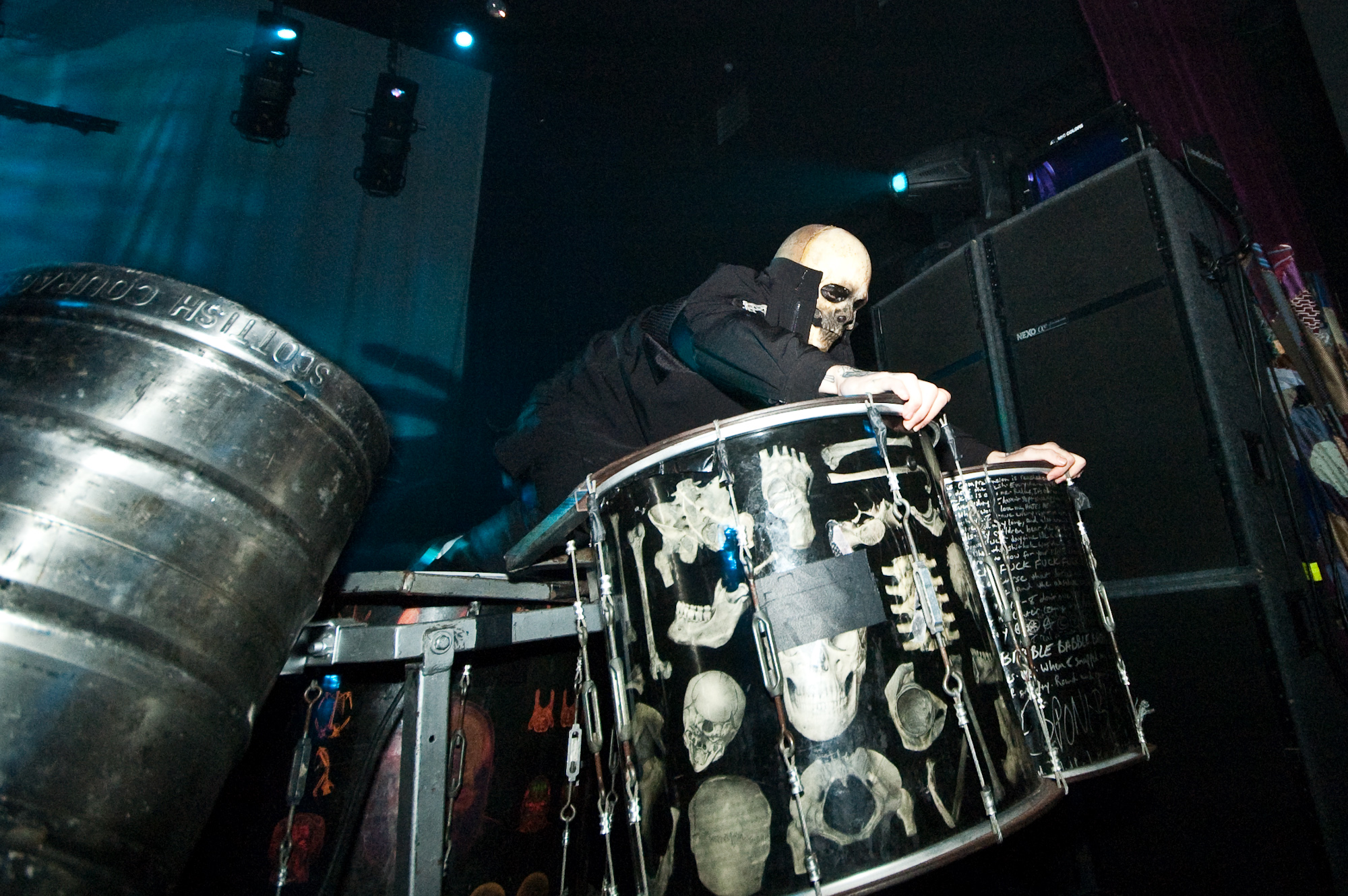
Sid Wilson, 2005

Sidney George „Sid“ Wilson (* 20. Januar 1977 in Des Moines, Iowa) ist ein US-amerikanischer Musiker und der DJ der Nu-Metal-Band Slipknot, der außerhalb der Band auch als DJ Starscream bekannt ist. Seine Familie zog  vor seiner Geburt in die Vereinigten Staaten. Er war das jüngste Mitglied der Band, bis im Jahr 2014 Jay Weinberg der Band beitrat (24). Bei einer Show beim Mayhem Festival 2008 sprang Wilson vom Bühnenequipment und brach sich beide Fersen.

## Diskografie (DJ Starscream)
Remix-Alben
- 2003: Full Metal Scratch-It
- 2003: Abunaii Sounds - Tataku on Your Atama
- 2005: Sound Assault
- 2005: Live at Konkrete Jungle New York City

Solo-Alben
- 2006: The New Leader

Mitarbeit bei anderen Musikern
- 2002: Stone Sour (Stone Sour)
- 2004: The Pre-Fix for Death (Necro)
- 2006: Lieder für Death Note - der Film The Last name tribute (mit Hiroshi Kyono)
- 2006: Adrenalize featuring Dj Starscream aka #0 of Slipknot (Rob Gee)
- 2007: Nu Riot (Wagdug Futuristic Unity)
- 2008: Hakai (Wagdug Futuristic Unity)
- 2009: A Song for Chi
- 2014: Avatar (Hail the Apocalypse)